# 大叶鳞花木
大叶鳞花木（学名：Lepisanthes browniana）为无患子科鳞花木属下的一个种。

## 扩展阅读
- 維基物種上的相關：大叶鳞花木